# Albert Portas
Albert Portas Soy (15 de novembro de 1973, Barcelona) é um ex-tenista profissional espanhol.